# Stadhouderskade 58-59
Het gebouw Stadhouderskade 58-59 bestaat uit twee herenhuizen aan de Stadhouderskade/Singelgracht in het Museumkwartier te Amsterdam-Zuid.  
Nicolaas van der Linden had een aantal percelen gekocht aan die Stadhouderskade, waarschijnlijk als makelaar. Hij mocht er naar eigen ontwerp een aantal gebouwen neerzetten, mits ze konden worden aangesloten op het toen gangbare Liernurstelsel (riolering).  De huizen op de nummers 58 en 59 zijn een spiegelbeeld van elkaar en zijn luxer afgewerkt dan zijn andere panden, zoals bijvoorbeeld Stadhouderskade 56-57. Met name de versieringen bij de middelste ramen (een witte strook binnen pilasters) is opvallend ten opzichte van de buurpanden. De nummers 58 en 59 vallen hier ook op omdat ze als een van de weinige balkonnetjes hebben. De gebouwen zijn gesplitst in Vereniging van Eigenaren, waarbij de een het gebouw beter onderhoudt dan de ander. In 2015 heeft nummer 59 groene raamsponningen, terwijl het gespiegelde buurpand nog geheel witte raamsponningen heeft. Gebouw 58 draagt de naam "Weltevreden", gebouw 59 het jaartal.
Gebouw Stadhouderskade 60-60a is van een andere orde, maar daarvoor was meer dan voldoende geld. Het was van het Kolpingnetwerk dat op Stadhouderskade 55 haar Kapel van Sint Josephs Gezellen-Vereeniging had.
In de jaren vijftig van de 20e eeuw was hier gevestigd het kantoor van het “Domein der vrouw’’, de latere Huishoudbeurs. Daarvoor was (net als in andere gebouwen aan de Stadhouderskade) hier een arts gevestigd.    
Nicolaas van der Linden werd omstreeks 1837 geboren in Loosdrecht en stierf op 28 januari 1924. Hij was in 1868 getrouwd met de weduwe Amalia Louisa Poppelbaüm, geboren omstreeks 1833 en overleden 3 januari 1902. Het gezin nam de opvoeding op zich Joanna Francine Franken uit de eerdere relatie van Poppelbaüm. Joanna Francine Franken stierf zelf in 1884 in het kraambed. 
Oost ·
160 ·
158 ·
157 ·
156 ·
155 ·
151-154 ·
149-150 ·
145-146 ·
142-144 ·
140-141 ·
137-139 ·
135-136 ·
130-134 ·
129 ·
128 ·
125-127 ·
123-124 ·
116-122 ·
115 ·
110-113 ·
100-101 ·
97 ·
95-96 ·
93-94 ·
92 ·
91 ·
89-90 ·
87-88 ·
86 ·
85 ·
84 ·
82-83 ·
78-79 ·
77 ·
Heineken Brouwerij ·
74 ·
72-73 ·
69-70 ·
68 ·
67 ·
65-66 ·
64 ·
62-63 ·
60-60a ·
58-59 ·
56-57 ·
Willemshuis ·
Van Nispenhuis ·
Kapel van Sint Josephs Gezellen-Vereeniging ·
54 ·
52-53 ·
47-49 ·
Carel Willinkplantsoen ·
Polderhuis ·
Ruysdaelkade 2-4 ·
Judith Leysterbrug ·
42 (Rijksmuseum) ·
40-41 ·
31-35 ·
30 ·
29 ·
Park Centraal Amsterdam ·
Stedemaagd (Vondelpark) ·
Byzantium ·
Koepelkerk ·
12 (Marriott) ·
Persilhuis ·
7 ·
5 ·
3 ·
1 ·
West